# Iréne Vestlund
Iréne Sofia Elisabet Vestlund, född Karlbom 14 december 1933 i Husby församling i Kopparbergs län, är en svensk socialdemokratisk politiker, som mellan 1982 och 1998 var riksdagsledamot för Kopparbergs läns valkrets.